# Huitième Docteur
 (juin 2016).
Si vous disposez d'ouvrages ou d'articles de référence ou si vous connaissez des sites web de qualité traitant du thème abordé ici, merci de compléter l'article en donnant les références utiles à sa vérifiabilité et en les liant à la section « Notes et références ».
Le Huitième Docteur est le nom donné à la huitième incarnation du héros de fiction britannique Le Docteur de la série télévisée Doctor Who. Il est joué par l'acteur Paul McGann en 1996 dans le téléfilm Le Seigneur du Temps et en 2013 dans l'épisode spécial The Night of the Doctor, puis enfin en 2022 pour célébrer les 100 ans de la BBC et le dernier épisode du Treizième Docteur, The Power of the Doctor. Il est à ce titre le Docteur ayant le moins d'apparitions à la télévision. Il a toutefois bénéficié de nombreuses histoires dans des médias alternatifs : bandes-dessinées, aventures audio, etc. A ce titre, il s'agit paradoxalement du Docteur qui a eu la plus longue période d'existence comme incarnation officielle (de 1996 à 2005, date de création de la nouvelle série).

## Histoire du personnage

### Le Seigneur du Temps(1996)
Le Docteur (7eme incarnation) arrive sur terre le 30 décembre 1999 au milieu d'une fusillade qui lui vaut de graves blessures. Emmené à l'hôpital par un jeune délinquant, il est opéré d'urgence par le docteur Grace Holloway. Des complications dues aux deux cœurs du Docteur lui coûtent la vie, sa dépouille est entreposée à morgue en attente d'une autopsie. Il se régénère dans la chambre froide dont il explose la porte, vêtu d'un drap blanc. En fouillant les vestiaires du personnel, il tombe sur un costume d'un infirmier qu'il prend. Dans la salle d'attente, il reconnaît Grace qu'il suit jusqu'à sa voiture, d'abord apeurée, elle commence à croire le Docteur quand il sort la sonde cardiaque qu'elle avait posé sur le patient décédé porté disparu. Chang Lee (le délinquant) aide à son insu le Maître qui se fait passer pour le propriétaire du TARDIS pour anéantir la Terre tandis que le Docteur aidé de Grace tente de trouver une horloge atomique au beryllium afin de réparer son TARDIS. Le Maître réussi à posséder l'esprit de Grace qui trahit le Docteur. Le Docteur est attaché afin de procéder à un transfert de vie entre lui et le Maître. Ayant recouvré ses esprits, Grace réussi à relancer le TARDIS et à remonter le temps avant que l'œil du TARDIS ne soit ouvert ce qui annule le transfert. Elle va libérer le Docteur mais elle se fait tuer par le Maître qui tue également Chang Lee qui a compris que le Maître n'était pas le gentil de l'histoire. Après une courte confrontation, le Maître se retrouve prêt à être aspiré par l'œil du TARDIS, le Docteur tente de le sauver mais le Maître refuse et se fait engloutir. En pleurs devant les corps de Grace et Chang, le docteur voit l'oeil du TARDIS envoyer une lueur vers leur corps ce qui leur fait reprendre vie. Le Docteur dit à Chang de prendre des vacances pour le prochain réveillon et lui offre une bourse d'or après que celui-ci lui ait rendu son tournevis sonique (appelé "tournevis acoustique") et embrasse Grace, elle lui demande des renseignements sur son avenir qu'il refuse de lui donner avant de la laisser partir. De retour dans son TARDIS, il finit les réparations et part pour d'autres aventures.

### The Night of the Doctor(2013)
C'est le Huitième Docteur qui occupe le rôle principal dans le mini-épisode The Night of the Doctor, diffusé en 2013 en guise de préquelle à l'épisode célébrant les 50 ans de la série, Le Jour du Docteur. Alors que la Guerre du Temps fait rage, il tente de sauver "Cass", une jeune femme se trouvant sur un vaisseau en train de s'écraser. Lorsqu'elle découvre qu'il est un Seigneur du Temps, elle refuse de le suivre, jugeant qu'il ne vaut pas mieux qu'un Dalek, du fait des nombreuses atrocités commises par les Seigneurs du temps durant la guerre. Il essaie toutefois de la convaincre, mais il est trop tard : le vaisseau s'écrase sur la planète Karn, avec le Docteur et Cass à l'intérieur.
Les deux personnages meurent dans le crash, mais les Sœurs de Karn décident de réanimer le Docteur pour une durée de 4 minutes, et le supplient de mettre un terme à la Guerre du Temps, en échange de quoi elles lui permettront de se régénérer, mais aussi de choisir si sa prochaine incarnation sera un homme ou une femme, jeune ou âgée, rapide ou forte... Il refuse de se battre dans cette guerre, jusqu'à ce que les Sœurs de Karn amènent la dépouille de Cass, extraite des ruines. Quand il comprend qu'il ne peut la sauver, il décide d'accepter la proposition des Sœurs de Karn : il leur demande de devenir un "Guerrier", jugeant qu'un Docteur ne servira plus à rien dans cette guerre. Avant de boire l'élixir qui provoquera sa régénération, il récite les noms de plusieurs de ses compagnons ("Charley, C'rizz, Lucie, Tamsin, Molly"), les salue, et demande pardon à Cass, et récite un verset de la Bible ("Médecin, soigne-toi toi-même"). 
Il hurle de douleur pendant sa régénération, et devient alors le Docteur de la guerre, incarné par John Hurt. 

### The Power of the Doctor(Spécial centenaire BBC 2022)
Le Huitième Docteur réapparaît dans Le Pouvoir du Docteur (2022), en y faisant une courte apparition à l'occasion du centenaire de la BBC et du dernier épisode du Treizième interprétée par Jodie Whittaker. Lors de cet épisode, le Huitième Docteur ainsi que le Premier, le Cinquième, le Sixième et le Septième Docteur apparaissent sous forme de manifestations mentales de la conscience du Docteur et aident ensemble le treizième Docteur à récupérer son corps en annulant la régénération forcée par le Maître.

## Personnalité

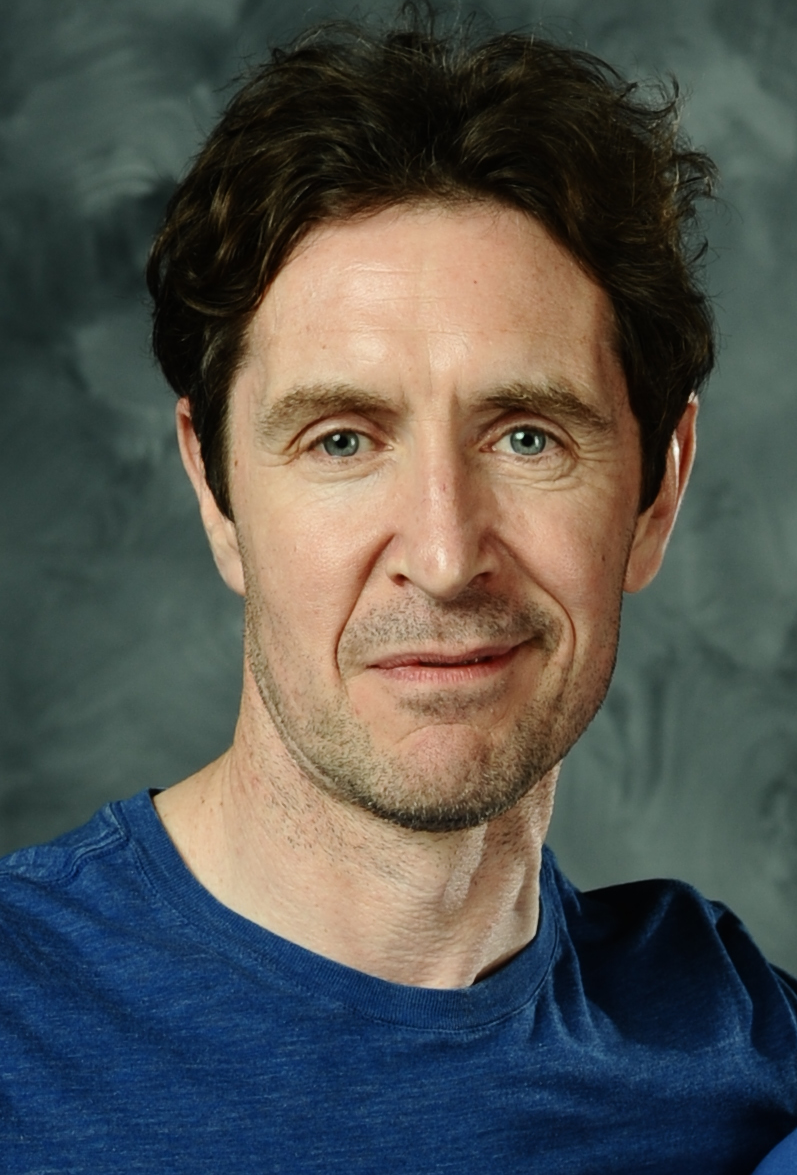
Paul McGann, 2015.

Le huitième Docteur est au commencement (dans le télé-film Le Seigneur du Temps) un Docteur altruiste, optimiste, très sympathique avec son entourage et souvent très généreux (il offre deux sacs d'or à Lee, qui s'était pourtant allié avec le maître. Il est aussi décrit comme étant charmant et charmeur, tout autant qu'assez romantique (il est le premier à embrasser une compagne.) Il est aussi souvent effrayé par les événements dramatiques qui peuvent se dérouler autour de lui et panique facilement, mais peut se montrer dur et décisif. Il est accompagné brièvement par Grace Holloway, la chirurgienne responsable de sa régénération. Dans le mini-épisode The Night of the Doctor, il se montre fade, amer et désespéré au point de renoncer à son serment primordial, celui de protéger les gens.
Le site officiel de la BBC le décrit comme étant "une figure sans difficulté à être romantique et charmeur", et le site de Big Finish Productions comme "une figure enthousiaste qui explore l'Univers par plaisir", et comme quelqu'un de "passionné, direct, compatissant et émotionnellement accessible".
Il avoue dans le téléfilm qu'il a le vertige, qu'il est à demi-humain par sa mère et qu'il adore les bonbons. Il possède également un sens de l'humour assez léger, dont il use souvent.
Paul McGann a lui-même dit, en parlant de The Night of the Doctor, que l'approche de Steven Moffat était exactement celle qu'il avait lui-même dans les années 1990 : celle d'un personnage brisé, ajoutant qu'il n'est pas du tout un guerrier, qu'il est pacifiste mais également réaliste.

## Vêtements

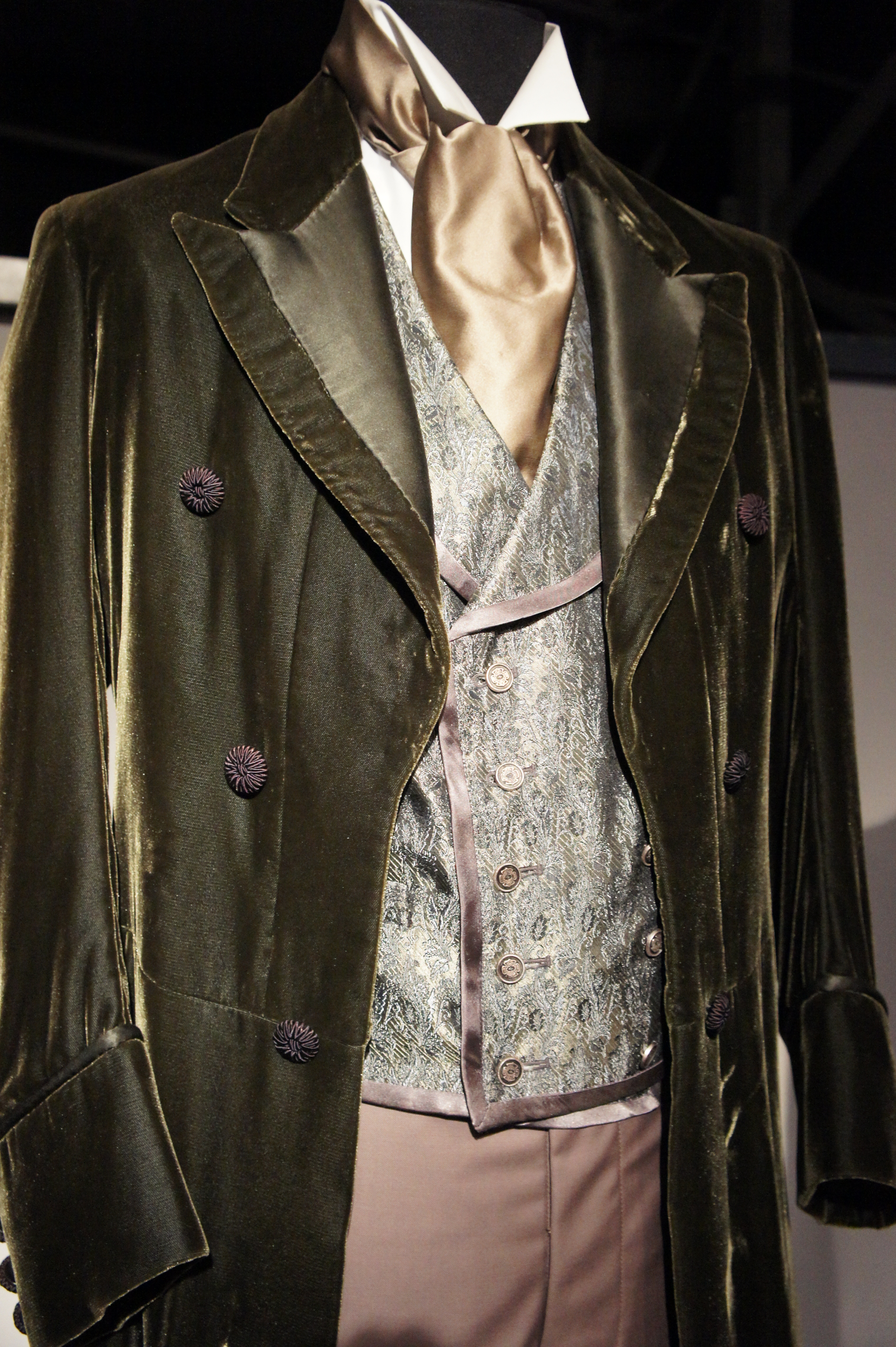
Costume du huitième Docteur dans le film Le Seigneur du Temps.

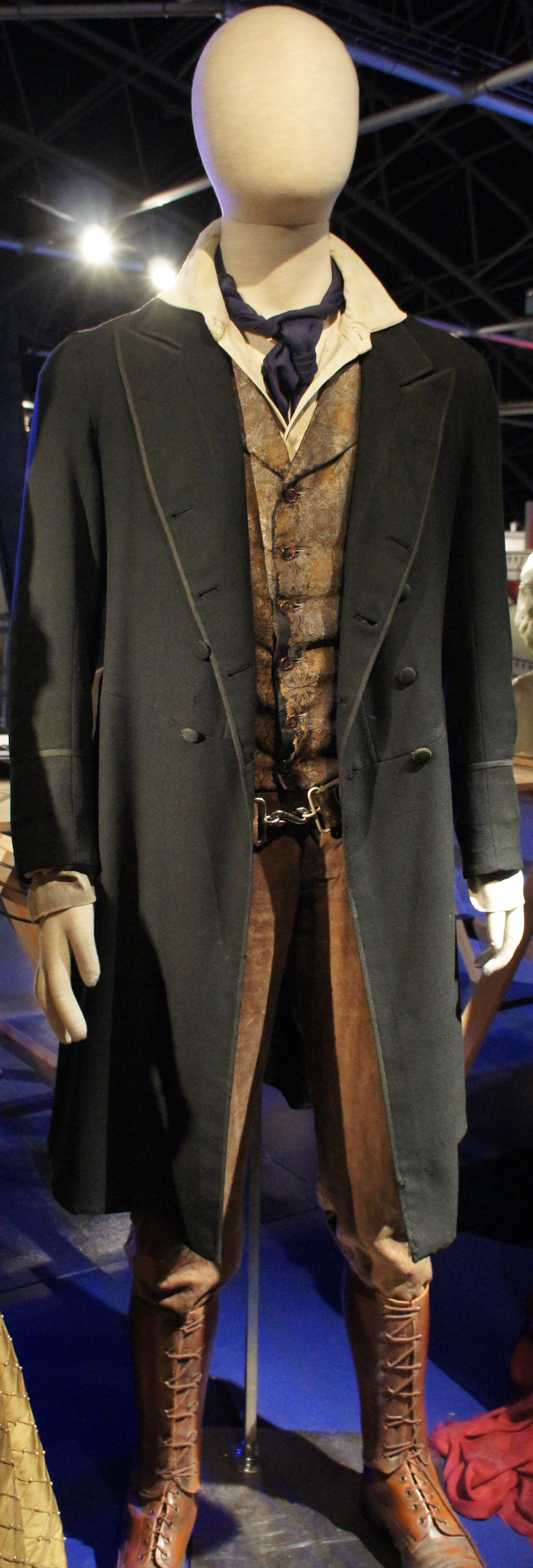
Costume du huitième Docteur.

Il porte un costume assez victorien, un foulard de soie blanche, une veste brune à boutonnière, un tweed doré et un pantalon gris ; ces habits furent volés dans les casiers d'un hôpital de San Francisco par le Docteur, alors en pleine crise post-régénération. On apprend dans le téléfilm que ce costume est inspiré de celui de Wild Bill Hickok, sans ses attributs de cow boy (chapeau, éperons, ceinture). Il est possible de le voir vêtu d'un costume plus sobre vers la fin de sa vie.
A l'occasion d'une convention, l'acteur Paul McGann avait montré une tenue alternative, qui ne fut pas retenue: Elle était composée d'un imper bleu marin à double boutonnière et d'une sacoche. Ses cheveux étaient aussi plus courts, se rapprochant de la coupe que portera le personnage dans le court-métrage Night Of The Doctor.

## Audio, romans et compagnons
Il est le Docteur principal de nombreux audios et romans non officiels qui font suite à la disparition de la série entre 1989 et 2005 (on parle des "Wilderness Years"). Jusqu'en 1996, les aventures du Docteur non-officielles étaient centrées sur le septième Docteur. De 1996 à 2005, c'est le 8e Docteur qui est mis à l'honneur. Il est accompagné dans ses aventures par de très nombreux compagnons divers et variés : 

### Compagnons dans le télé-film de 1996
Chirurgienne du 20e siècle à San Francisco, Grace Holloway est la première compagne de ce Docteur. Elle le tue accidentellement et provoque sa régénération avant de l'aider à vaincre le Maître qui tente de s'octroyer les régénérations du Docteur. Elle est la première compagne qui embrasse le Seigneur du Temps, induisant un début de romance.

### Compagnons dans les médias alternatifs

#### Bernice "Benny" Summerfield (audio et romans)
Archéologue du 26e siècle rattachée à l'Université d'Heidelberg, aventurière de l'Univers née sur la colonie humaine de Bêta Caprisis. Elle a la fâcheuse tendance à accompagner partout le Seigneur du Temps Braxiatel... ce qui modifie sa ligne temporelle. C'est une des compagnes étant restée le plus longtemps avec le Docteur (4 romans, 11 saisons audios et 18 ans de présence !) et qui n'a jamais cessé d'évoluer dans le temps puisqu'elle est reconnue comme une des compagnes les plus populaires du Seigneur du Temps.
C'est la première femme connue de la série à avoir possiblement une relation sexuelle avec le Docteur.

#### Irving Braxiatel (audio et romans)
Seigneur du Temps, décrit comme le propre frère du Docteur. Cardinal, notable, bourreau officiel ou ambassadeur du haut conseil, il fait partie de la haute noblesse de Gallifrey. C'est le fondateur de la collection Braxiatel, un énorme musée situé sur un astéroïde.

#### Miranda Dawkins (romans)
Dame du Temps, fille adoptive (ou naturelle ?) du Docteur et née sur Gallifrey à la fin de l'Univers. Son père était un des derniers Seigneur du Temps surnommé l'Empereur, assassiné le jour de la naissance de Miranda (il est sous entendu que l'Empereur est en fait le Docteur à la fin de sa ligne temporelle). Trouvée sur Terre par le Docteur, elle avait été envoyée à la fin du 20e siècle après la chute (à la suite d'une révolution) du gigantesque état dont sa famille était à la tête depuis mille ans. Elle est toute sa vie traquée par les rebelles qui veulent supprimer toute trace de son passé pour faire table rase du règne l'Empereur. Elle se sacrifie pour sauver le Docteur et s'empêcher d'être otage de ses opposants. Elle laisse derrière elle une fille, Zezanne, qui voyagera avec un haut membre de l'aristocratie du futur, Âme, avec un TARDIS jusqu'en 1963...

#### Romanadvoratrelundar ouRomana(audio et romans)
Dame du Temps ayant déjà accompagné le Docteur sous sa 4e incarnation. Après son départ du TARDIS, elle est décrite comme nouvelle présidente du haut conseil, avant d'être chassée par une suite de révoltes au cœur du capitole. Remise à sa place, elle en sera une nouvelle fois démise au profit de Rassilon.

#### Lucie Miller (audio)
Jeune anglaise née à Blackpool en 1988. Les Seigneur du Temps la mettent sans son accord aux côtés du Docteur pour des raisons floues, et devient donc sans le vouloir sa nouvelle compagne. Rebelle et incapable de rester en place ou de respecter une quelconque autorité, elle trouve la mort après le sabotage d'un vaisseau Dalek qu'elle avait fait exploser lors d'une invasion par ces mêmes aliens.

#### Stacy Townsend (bandes dessinées)
Navigatrice et capitaine de vaisseau terrienne au 23e siècle. Attaquée par les Cybermens, le Docteur la sauvera de justesse et elle devint ainsi sa nouvelle compagne. Pendant trois ans, elle voyage avec lui et un Guerrier de glace nommé Ssard, avant de quitter le TARDIS pour épouser ce dernier.

#### Isabelle ou Izzy Sainclair (bandes-dessinées)
Anglaise née en 1979 dans la région de Stockbridge et adoptée par Les et Sandra Sainclair. Sauvée par le Docteur après une attaque d'un artefact alien, et décide de l'accompagner dans ses voyages. À la suite d'un malentendu et pour sauver la princesse Destrii d'Oblivion menacé de mort, elle choisit d'échanger de corps avec elle, et se retrouve avec une apparence de femme-poisson. Désappointée et choquée émotionnellement que Destrii ait pu lire ses pensées et ses secrets, elle choisit de quitter le Docteur pour retrouver ses parents naturels. C'est une des compagnes du Docteur les plus régulières, et elle est une des premières à avoir une orientation sexuelle lesbienne.

#### C'rizz (audio et romans)
Extraterrestre de la planète Bortresoye, compagnon du Docteur avec Charley. Humanoïde-reptilien de couleur pourpre et polymorphe, il vient d'un univers parallèle où le Docteur a fini par échouer. Le Docteur a accepté de le prendre en charge (il avait des problèmes émotionnels forts à la suite d'un massacre réalisé au nom de sa religion) et de l'emmener avec lui dans le TARDIS. Torturé par les Daleks, s'enfonçant de plus en plus dans une démence incurable, il se sacrifie pour expulser un peuple d'une planète de lave en fusion qui l'avaient utilisé comme moyen de transport. Sa mort tragique est beaucoup ressentie par Charley, qui quitte le TARDIS sur le coup.

#### Charlotte Elspeth Pollard ou Charley (audio)
Jeune femme née le jour du naufrage du Titanic, en 1912. Élevée dans une famille aisée du Hampshire, elle fugue dans les années 1930 pour trouver une existence plus aventureuse. Elle rencontre le Docteur dans un dirigeable piégé, et le time lord la sauve du crash, en lui demandant d'être sa nouvelle compagne. Mais en la sauvant, le temps a été altéré, pourtant le Docteur refuse de la laisser se sacrifier. Il s'exile dans un autre univers pour concentrer le paradoxe, mais Charley l'oblige à revenir pour continuer à voyager. Choquée par la mort de C'rizz (un autre compagnon) elle quitte le TARDIS. Mais une suite de quiproquos auront raison de son départ, et elle échoue abandonnée sur une île déserte dans un lointain futur. Le 6e Docteur la récupère par hasard, mais une passagère clandestine du Tardis nommée Mila tente d'échanger de corps avec elle pour s'échapper, transformant Charley en être immatériel et l'infectant d'une maladie grave. Soignée par une espèce mystérieuse de médecins irresponsables connus comme les Viyrans, elle reprendra son corps d'origine après la disparition de Mila et quitte définitivement le Docteur. Il est sous entendu qu'elle continue à travailler avec les Viyrans pour éradiquer les pires épidémies dans l'Univers, à diverses époques.

#### Mila ou "le Patient Zéro" (audio et romans)
Jeune prisonnière et cobaye humaine torturée par les Daleks à la suite d'expériences virologique terribles. Elle perd la mémoire et son corps, reléguée au rang de virus incorporel et quasi-invisible, vaguement anthropomorphe. Elle réussit à échapper à ses bourreaux en infiltrant le TARDIS au moment où le 6e Docteur atterrissait. Pour reprendre un corps concret digne de ce nom, elle échange de corps avec Charley, l'infectant en cela d'une peste Dalek mortelle. Mila, sous l'apparence de Charley, a donc voyagé avec le Docteur quelque temps, avant de mourir dans une épidémie qui ravage la Terre dans un futur incertain, tout en sauvant la Planète.

#### Samantha Angeline ou "Sam Jones" (romans)
Lycéenne terrienne des années 2000 engagée dans la cause LGBT et environnementale. Possédant une personnalité dédoublée, indépendante et bien plus sombre surnommée "Dark Sam", elle sera de nombreuses fois ressuscitée par le Docteur dans ses aventures. Devenue militante politique et amie de Sarah Jane Smith, elle meurt assassinée par un groupe d'ennemis du Docteur à l'âge de 22 ans. C'est aussi l'une des premières compagnes à se revendiquer ouvertement comme bisexuelle. 

#### Laura Tobin ou "Compassion" (romans)
Entité anciennement humaine devenue uniquement conscience, à la manière de la Grande Intelligence, et originaire de la planète Anathème. Dédaigneuse et cruelle, son surnom de Compassion est un terme sarcastique due à son manque de flexibilité et son intransigeance. Elle a l'étonnante particularité de posséder son propre TARDIS, qu'elle a réussi à créer. Après un dernier voyage avec le Docteur et un TARDIS accidentellement hors service et réduit aux dimensions d'une boîte d'allumettes, elle s'envole vers les étoiles. Elle est probablement la madame Xing que le Docteur rencontre sur la planète Espero au 61e siècle. 

## Liste des apparitions

### Épisodes deDoctor Who
- 1996 : Le Seigneur du Temps
- 2013 : The Night of the Doctor (mini-épisode)
- 2022 : Le Pouvoir du Docteur